# Ried bei Kerzers
Ried bei Kerzers (oft auch nur Ried oder Ried b. Kerzers, bis 1902 Oberried (See), 1902 bis 1911 Ried) ist eine politische Gemeinde im Seebezirk (französisch: District du Lac) des Kantons Freiburg in der Schweiz. Der französische Name der Gemeinde lautet Essert. Ried bei Kerzers ist daher nicht zu verwechseln mit den Ortschaften Oberried FR und Essert FR, die in der Gemeinde Le Mouret liegen.
Auf den 1. Januar 2006 wurde die bis dann selbständige östliche Nachbargemeinde Agriswil (französisch Agrimoine) nach Ried bei Kerzers eingemeindet.

## Geographie
Ried bei Kerzers liegt auf 511 m ü. M., 6 km ostnordöstlich des Bezirkshauptortes Murten und 2,5 km südsüdwestlich von Kerzers (Luftlinie). Das Haufendorf erstreckt sich am Rand eines Hochplateaus südlich des Grossen Mooses, im nördlichen Freiburger Mittelland.
Die Fläche des 7,6 km² grossen Gemeindegebiets umfasst einen Abschnitt des Grossen Mooses und der angrenzenden Molassehöhen. Der südliche Gemeindeteil mit dem Dorf wird von einem Hochplateau eingenommen, das gegen Osten vom Tal der Biberen, gegen Westen von der Mulde des Galmizbaches begrenzt wird. Das Plateau ist durch kleine Tälchen und Hügel untergliedert. Im Süden reicht die Gemeindefläche zum Lochwald, auf das Bruyerenholz, in dem mit 544 m ü. M. der höchste Punkt von Ried bei Kerzers erreicht wird, und über die Höhe von Riederen zum Guggemärliwald.
Nach Norden erstreckt sich der Gemeindeboden in die landwirtschaftlich intensiv genutzte Ebene des Grossen Mooses, die vom Biberenkanal und vom Grossen Kanal durchzogen wird. Das Rieder Gemeindegebiet umfasst hier von Süden nach Norden die Fluren Tommen, Teufe, Längenmatten und Agriswilmoos. Von der Gemeindefläche entfielen 1997 11 % auf Siedlungen, 7 % auf Wald und Gehölze und 82 % auf Landwirtschaft.
Zu Ried bei Kerzers gehören das Dorf Agriswil, der Weiler Gurzelen (460 m ü. M.) am Südrand des Grossen Mooses sowie einige Einzelhöfe. Nachbargemeinden von Ried bei Kerzers sind Kerzers und Murten im Kanton Freiburg sowie Ferenbalm, Müntschemier und Gurbrü im Kanton Bern.

Luftbild (1954)

## Bevölkerung
Mit 1223 Einwohnern (Stand 31. Dezember 2023) gehört Ried bei Kerzers zu den kleineren Gemeinden des Kantons Freiburg. Davon wohnen 690 in Ried und 152 in Agriswil. Von den Bewohnern sind 91,3 % deutschsprachig, 3,2 % portugiesischsprachig, und 2,9 % sprechen Französisch (Stand 2000). Die Bevölkerungszahl von Ried bei Kerzers belief sich 1900 auf 695 Einwohner (inklusive Agriswil). Im Verlauf des 20. Jahrhunderts pendelte die Bevölkerungszahl im Bereich zwischen 620 und 690 Einwohnern. Erst seit 1980 (608 Einwohner) wurde ein deutliches Bevölkerungswachstum verzeichnet.

## Wirtschaft
Ried bei Kerzers war bis in die zweite Hälfte des 20. Jahrhunderts ein vorwiegend durch die Landwirtschaft geprägtes Dorf. Noch heute haben der Ackerbau, der Gemüseanbau, der Obstbau und die Viehzucht einen wichtigen Stellenwert in der Erwerbsstruktur der Bevölkerung.
Weitere Arbeitsplätze sind im lokalen Kleingewerbe und im Dienstleistungssektor vorhanden. An der Hauptstrasse von Murten nach Kerzers hat sich eine Gewerbezone entwickelt. Heute sind in Ried bei Kerzers Unternehmen des Bau- und Transportgewerbes, der Nahrungsmittelverarbeitung, des Werkzeugmaschinenbaus, der Natursteinverarbeitung sowie Schreinereien und feinmechanische Werkstätten vertreten. In den letzten Jahrzehnten hat sich das Dorf dank seiner attraktiven Lage auch zu einer Wohngemeinde entwickelt. Viele Erwerbstätige sind deshalb Wegpendler, die hauptsächlich in den Regionen Murten und Kerzers sowie in der Agglomeration Bern arbeiten.

## Verkehr
Die Gemeinde ist verkehrsmässig gut erschlossen, obwohl sie abseits der grösseren Durchgangsstrassen an einer Verbindungsstrasse von Kerzers nach Ulmiz liegt. Der nächste Anschluss an die Autobahn A1 (Bern-Lausanne), welche das Gemeindegebiet durchquert, befindet sich rund 2 km vom Ortskern entfernt. Durch den Postautokurs, der von Kerzers nach Düdingen verkehrt, ist Ried bei Kerzers an das Netz des öffentlichen Verkehrs angebunden.

## Schulsystem
Bis Anfang Juni 2018 besuchten die Rieder Kinder die Primarschule in der ABGRU, einem ehemaligen Schulverbund der Dörfer Agriswil, Gempenach, Ried und Ulmiz (früher war auch noch das Dorf Büchslen dabei, daher das «B»). Ried hat ein eigenes Schulhaus, welches von bestimmten Stufen der ABGRU verwendet wurde. Mittlerweile gehört Ried (inkl. Agriswil) zum Schulkreis Kerzers, die Kindergärtner und Primarschüler (bis zur sechsten Klasse) werden aber weiterhin in Ried unterrichtet. Ist die Primarschule abgeschlossen, wechseln die Kinder aus Ried in die Orientierungsschule Kerzers.

## Geschichte
Das Gemeindegebiet von Ried bei Kerzers war schon sehr früh besiedelt, was durch Funde von Gräbern aus der Bronzezeit und der Hallstattzeit nachgewiesen werden konnte. Während der Römerzeit befanden sich hier zwei Gutshöfe, die beim Einfall der Alamannen um 260 nach Christus zerstört wurden.
Die erste urkundliche Erwähnung des Ortes erfolgte 1277 unter dem Namen Rieden; von 1318 ist mit Esser erstmals eine französische Version überliefert. Seit dem Mittelalter unterstand Ried bei Kerzers der Herrschaft Murten. 1475 gelangte das Dorf als Teil der Landvogtei Murten unter die gemeinsame Verwaltung der Stände Bern und Freiburg. Nach dem Zusammenbruch des Ancien Régime (1798) kam Ried bei Kerzers an den Kanton Freiburg. Während der Helvetik und der darauf folgenden Zeit gehörte es zum Distrikt Murten, bevor es 1848 mit der neuen Kantonsverfassung in den Seebezirk eingegliedert wurde.

## Name und Fusionen
Bis 1902 hiess das Dorf Oberried bei Murten und wurde offiziell Oberried (See) genannt. Von 1902 bis 1911 war der offizielle Name Ried. Weil dies aber auch zu Verwechslungen führte, wurde 1912 der heutige Gemeindename Ried bei Kerzers eingeführt.
Im Rahmen der seit 2000 vom Kanton Freiburg geförderten Gemeindefusionen wurde mit Wirkung auf den 1. Januar 2006 das bis dahin selbständige Agriswil nach Ried bei Kerzers eingemeindet.

## Sehenswürdigkeiten
Im Ortskern sind einige charakteristische Bauernhäuser aus dem 17. bis 19. Jahrhundert erhalten. Ried bei Kerzers besitzt einen der ältesten noch erhaltenen Kornspeicher des Kantons, er stammt aus dem 16. Jahrhundert. Das 1831 erbaute Ofenhaus wird heute noch gelegentlich zum Brotbacken benutzt. Ried bei Kerzers hat keine eigene Kirche, es gehört anteilmässig zu den Pfarreien Murten und Ferenbalm.

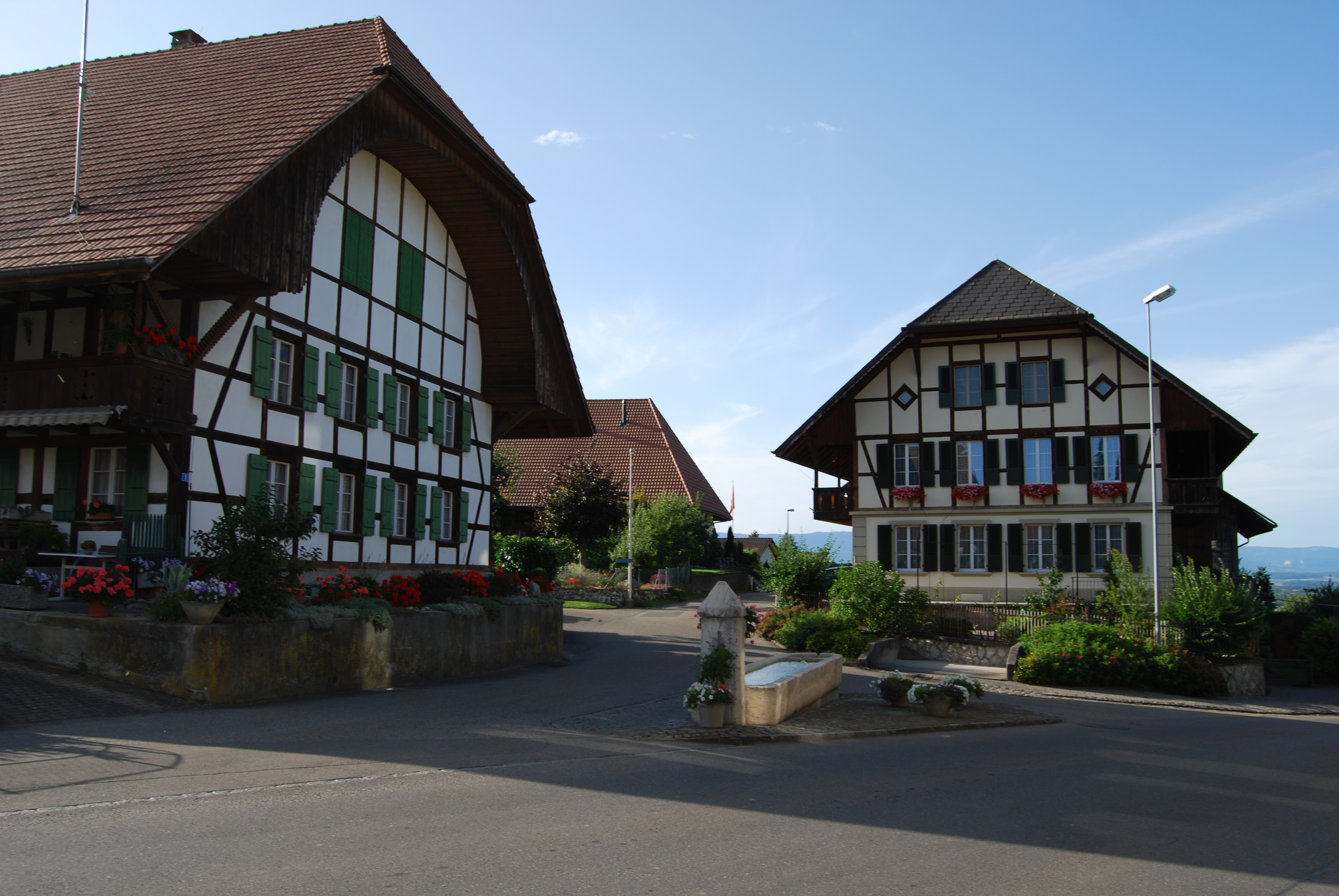
Fachwerkhäuser im Ortszentrum
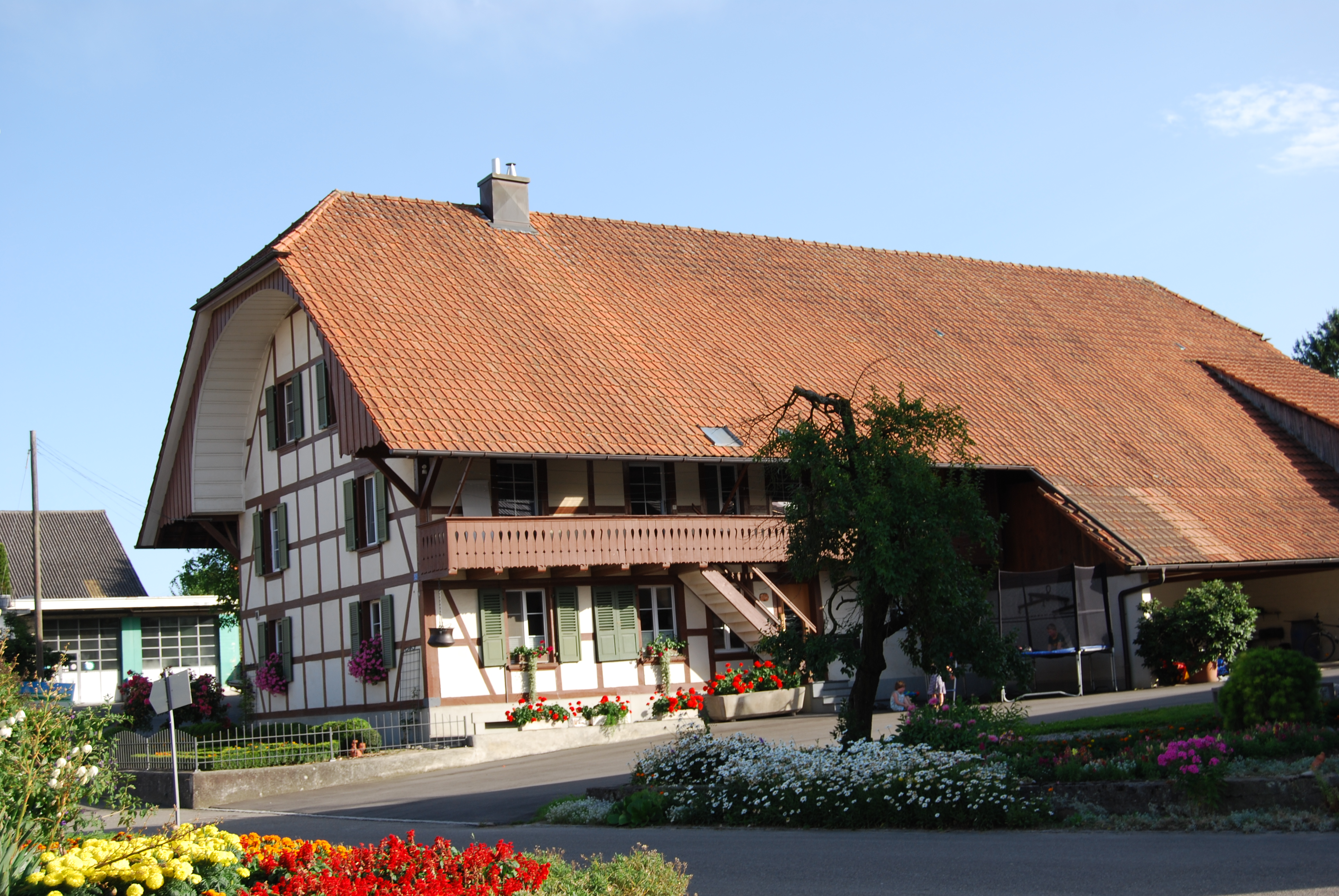
Bauernhaus im Ortszentrum
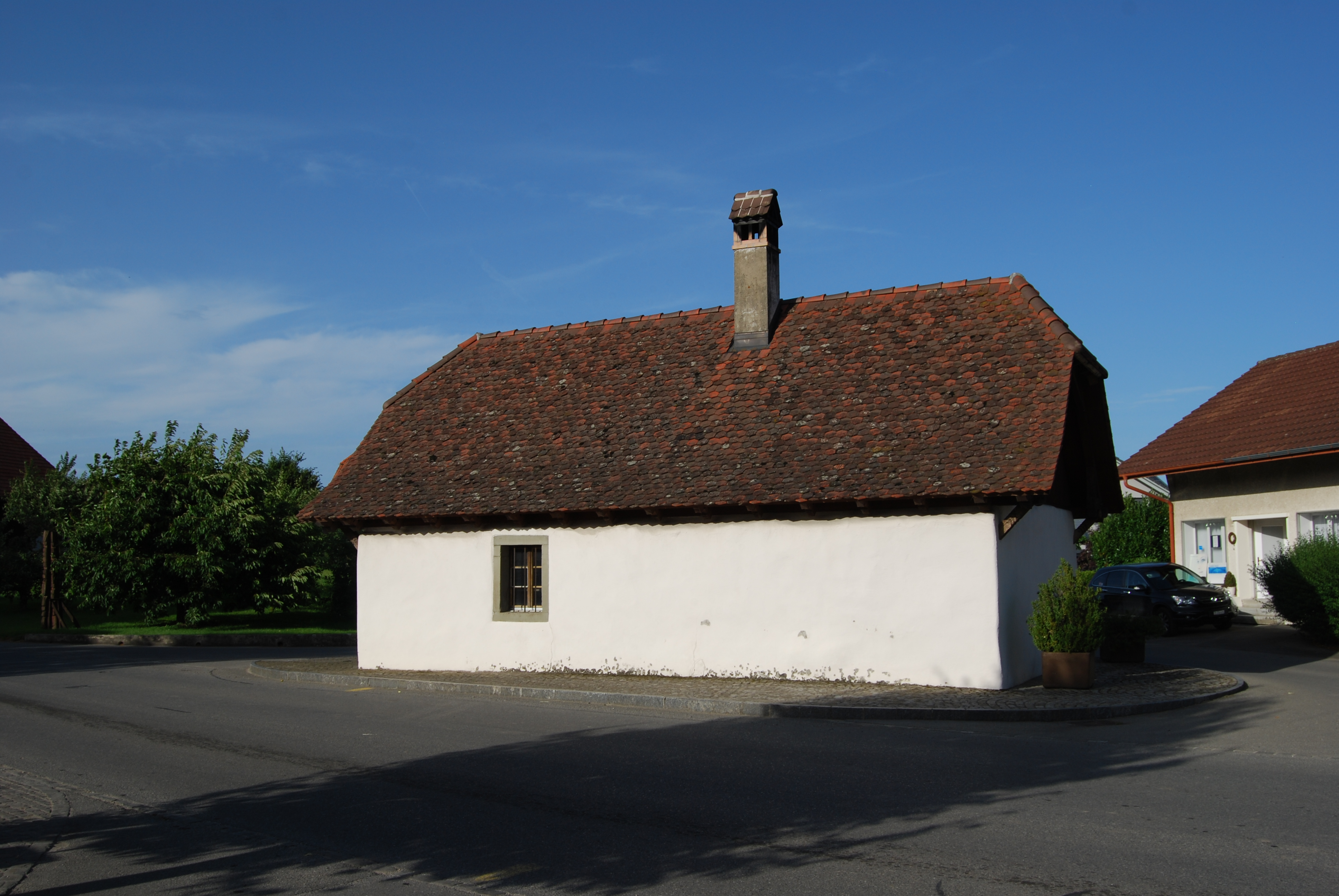
Ofenhaus
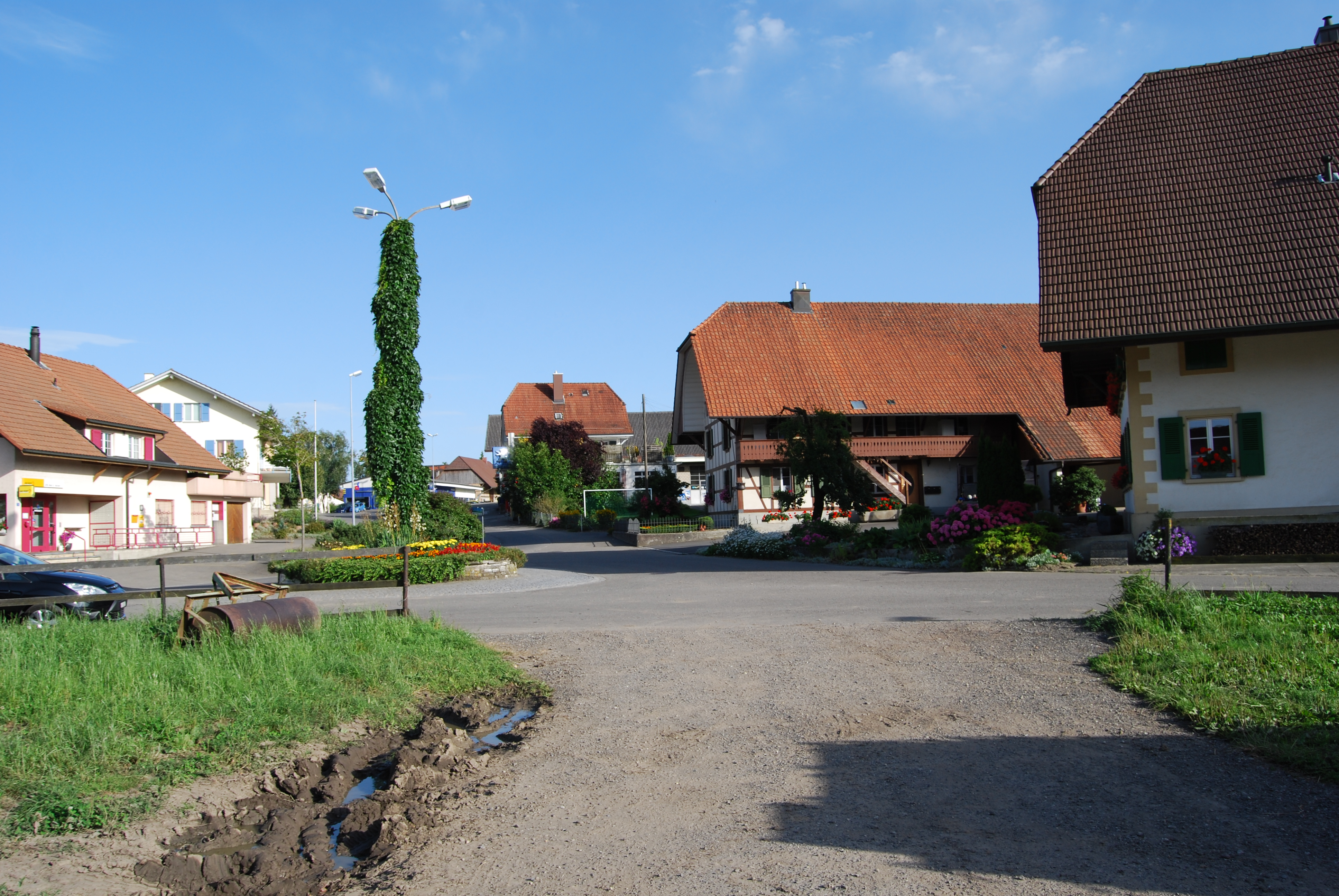
Dorfplatz
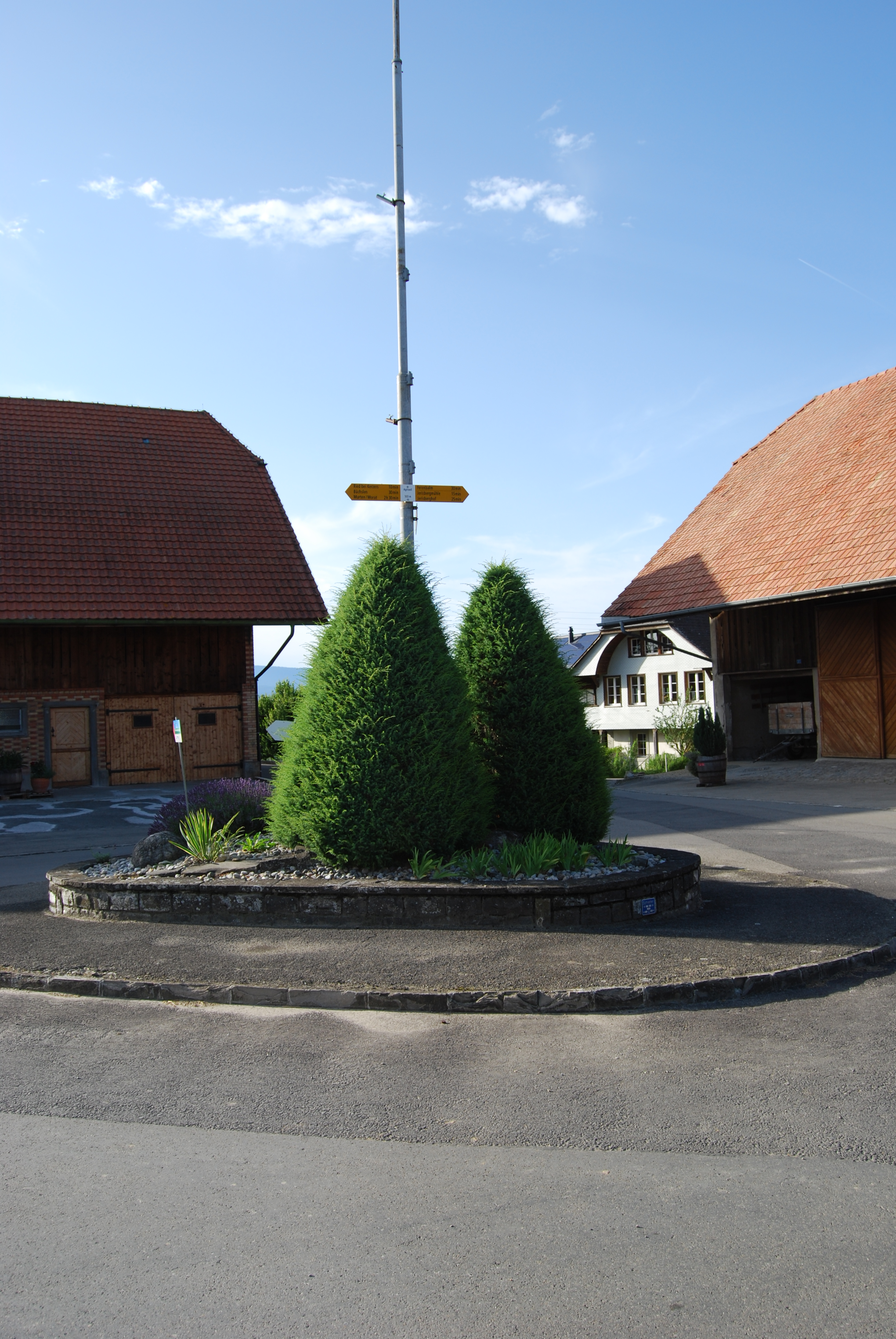
Dorfzentrum von Agriswil

## Sonstiges
Die familiären Wurzeln von US-Präsident Barack Obama lassen sich mütterlicherseits bis zu Hans Gutknecht (* 1692) aus Ried bei Kerzers zurückverfolgen. Die Gemeinde ernannte deshalb den US-Präsidenten 2010 zum Ehrenbürger.
Gemäss einer vom Immobilienberater Wüest Partner 2024 durchgeführten Untersuchung liegt Ried bei Kerzers gesamtschweizerisch auf Platz drei der lebenswertesten Gemeinden und bezogen auf die Deutschschweiz auf dem ersten Platz. Für die Bewertung wurden Faktoren wie Wohnkosten, Steuern, Krankenkassenprämien und die Verkehrsanbindung berücksichtigt.